# Cap Anson
Cap Anson, původním jménem Adrian Constantine Anson (17. dubna 1852 Marshalltown, Iowa – 14. dubna 1922 Chicago, Illinois) byl americký baseballista. Hrál na pozici prvního metaře a jeho profesionální kariéra trvala rekordních 27 let. Byl první velkou hvězdou tohoto sportu, jeho dominantní postavení mu vyneslo přezdívky „Cap“ (Kapitán) a „Pop“ (Tatík).
Studium na University of Notre Dame ani na University of Iowa nedokončil z kázeňských důvodů a od devatenácti let hrál profesionálně za Rockford Forest Citys v NAPBBP. V letech 1872 až 1875 působil ve Philadelphia Athletics a v letech 1876 až 1897 byl hráčem a později hrajícím manažerem Chicago White Stockings, s nimiž získal pět titulů v Národní lize (1880, 1881, 1882, 1885 a 1886). Osmkrát vyhrál ligovou statistiku v RBI (doběhy získané odpalem): 1880, 1881, 1882, 1884, 1885, 1886, 1888 a 1891. Celkově dosáhl 2075 RBI a je na čtvrtém místě historické tabulky MLB. V roce 1897 se stal prvním v historii, kdo překročil hranici tří tisíc úspěšných odpalů a dosud vede statistiky chicagského týmu.
Anson odmítal hrát proti černošským baseballistům a jeho postoj byl jednou z příčin zavedení rasové segregace v amerických profesionálních soutěžích.
Po ukončení hráčské kariéry byl manažerem New York Giants a majitelem poloprofesionálního klubu Anson's Colts, provozoval bowlingovou hernu, vystupoval s kočovným divadlem a vydal vzpomínkovou knihu A Ball Player's Career: Being the Personal Reminiscences of Adrian C. Anson. V roce 1910 zbankrotoval a dožil v chudobě. V roce 1939 byl jako první hráč působící v devatenáctém století přijat do National Baseball Hall of Fame and Museum.